# Snowdon Mountain Railway
Le Snowdon Mountain Railway (en gallois : Rheilffordd yr Wyddfa, littéralement « chemin de fer de montagne du Snowdon ») est un chemin de fer à crémaillère à voie étroite qui relie Llanberis au sommet du mont Snowdon sur une distance de 7,6 kilomètres. Il s'agit du seul train à crémaillère public du Royaume-Uni,. Les trains à wagon unique sont tractés soit par des locomotives à vapeur soit Diesel. Des autorails et des rames automotrices ont également été utilisées.
Le Snowdon Mountain Railway est construit entre décembre 1894, date à laquelle Enid Assheton-Smith, en l'honneur de qui la locomotive numéro 2 est nommée, donne le premier coup de pelle du projet, et février 1896, pour un coût total de 63 800 £ de l'époque (équivalent à 5 474 000 £ de 2012). Après plus de cent années de service, il demeure une attraction touristique populaire.